# Meteuthria
Meteuthria là một chi ốc biển, là động vật thân mềm chân bụng sống ở biển trong họ Buccinidae.

## Các loài
Các loài trong chi Meteuthria gồm có:
- Meteuthria futilis (Watson, 1882)[2]
- Meteuthria multituberculata Dell, 1990[3]